# Блу Аи (Арканзас)
Блу Аи (енгл. Blue Eye) град је у америчкој савезној држави Арканзас.

## Демографија
По попису из 2010. године број становника је 30, што је 6 (-16,7%) становника мање него 2000. године.
| Група             | 2000.      | 2010.      |
| Белци             | 33 (91,7%) | 27 (90,0%) |
| Афроамериканци    | 0 (0,0%)   | 0 (0,0%)   |
| Азијати           | 0 (0,0%)   | 0 (0,0%)   |
| Хиспаноамериканци | 0 (0,0%)   | 0 (0,0%)   |
| Укупно            | 36         | 30         |